# Tronville-en-Barrois
Tronville-en-Barrois település Franciaországban, Meuse megyében. Lakosainak száma 1319 fő (2022. január 1.). Tronville-en-Barrois Guerpont, Loisey, Nançois-sur-Ornain, Nant-le-Grand, Salmagne, Velaines és Culey községekkel határos.

## Népesség
A település népessége az elmúlt években az alábbi módon változott:
| Lakosok száma | 2229 | 2364 | 2111 | 1692 | 1517 | 1492 | 1438 | 1353 | 1343 | 1319 |
|               | 1968 | 1982 | 1990 | 2006 | 2013 | 2015 | 2017 | 2019 | 2020 | 2022 |